# Place House
Place House er en listed building af første grad, der ligger Fowey, Cornwall, England.
Det var sæde for Treffry-familien allerede fra 1200-tallet, men den nuværende bygning er primært fra 1400-tallet og er et befæstet tårn, som blev brugt til at forsvare sig mod franskmændene i 1475 af Elizabeth Treffry. Den blev forstærket kort efter, men og i 1500-tallet blev den kraftigt ombygget, hvilket skete igen i 1800-tallet, hovedsageligt fra 1817-1845. The house is not open to the public except on special occasions.